# Williams Riveros
Pour les articles homonymes, voir Riveros et Ibáñez.
Williams Ismael Riveros Ibáñez, né le 20 novembre 1992 à Asuncion au Paraguay, est un footballeur paraguayen. Il joue au poste de défenseur avec le club Universitario de Deportes.

## Carrière

### En club
En 2010, il commence sa carrière de footballeur au Sportivo Trinidense dans son Paraguay natal, où il joue pendant trois saisons. En 2013, il signe pour Flandria, une équipe de promotion argentine, où il finit par jouer pendant quatre saisons. Après être passé par Flandria, il est engagé par Temperley.
En 2018, il arrive au Delfín SC, où il est devient un joueur clé de l'équipe et remporte le championnat équatorien en 2019. En 2020, il signe en faveur du Barcelona SC, où il réussit à nouveau à remporter le championnat équatorien. En 2022, il est prêté au Cerro Porteño, puis l'année suivante, il est encore prêté à l'Universitario de Deportes au Pérou.

## Palmarès
| Delfín SC - Championnat d'Équateur (1) : - Champion : 2019. |  | Barcelona SC - Championnat d'Équateur (1) : - Champion : 2020. |  | Universitario de Deportes - Championnat du Pérou (1) : - Champion : 2023. |